# 阿吉埃拉斯
阿吉埃拉斯是葡萄牙布拉干萨区的一个堂区。总面积14.68平方公里，总人口375人，人口密度25.5人/平方公里。